# Marcinów (powiat żarski)
Marcinów (niem. Merzdorf) – wieś w Polsce położona w województwie lubuskim, w powiecie żarskim, w gminie Trzebiel.
W latach 1975–1998 miejscowość należała administracyjnie do województwa zielonogórskiego.

## Zabytki
Do wojewódzkiego rejestru zabytków wpisany jest:
- dom - chata nr 11, drewniany z XVIII wieku.